# Habropoda dammersi
Habropoda dammersi är en biart som först beskrevs av Timberlake 1937.  Habropoda dammersi ingår i släktet Habropoda och familjen långtungebin. Inga underarter finns listade i Catalogue of Life.